# Атон (бог)
Атон („слънчев диск“, „тялото на Ра“) е древноегипетски бог, свързван с първия монотеистичен култ в човешката история, въведен от Ехнатон.
Особено е бил почитан от фараона – реформатор Ехнатон и съпругата му Нефертити, които го провъзгласяват за върховно и единствено божество, въпреки несъгласието на другите жреци по време на египетската 18 династия. Смята се, че това е прототипът на трите основни монотеистични религии: Юдаизъм, Християнство и Ислям.
В името на  Бог Атон, Ехнатон и Нефертити основават новата си столица Амарна/Ахетатон.
Богът Атон се е изобразявал като слънчев диск с лъчи. След смъртта на Ехнатон прекомерното почитание на бог Атон се отменя, а той е смятан за фараон-еретик. Атон е бог на слънцето, чиито лъчи завършвали с разтворени длани.
| i | t · n | N5 |

| i | t · n | N5 |